# 31 mai 1998
Le dimanche 31 mai 1998 est le 151e jour de l'année 1998.

## Naissances
- Anna Egorova, nageuse russe
- Céline Walser, joueuse de squash suisse
- Haimie Anak Nyaring, footballeur international brunéien
- Kobe Vleminckx, athlète belge
- Reza Shekari, joueur de football iranien
- Santino Ferrucci, pilote automobile américain
- Stephy Mavididi, footballeur anglais

## Décès
- Boubekeur Makhoukh (né le 6 mars 1954), dramaturge, comédien et metteur en scène algérien
- Charles Van Acker (né le 14 mars 1912), pilote automobile américano-belge de monoplaces
- Germaine Risse (née le 14 juin 1895), actrice de théâtre et de cinéma française
- Jean Daujat (né le 27 octobre 1906), philosophe français
- Lotti Huber (née le 16 octobre 1912), actrice allemande
- Louis Bour (né le 1er mai 1909), personnalité politique française
- Sammy Collins (né le 13 janvier 1923), joueur de football britannique
- Stanisław Wisłocki (né le 7 juillet 1921), compositeur, pianiste et chef d'orchestre polonais

## Événements
- Élection présidentielle colombienne de 1998
- Élections législatives saint-marinaises de 1998
- Élections régionales de 1998 en Vallée d'Aoste
- 15e étape du Tour d'Italie 1998
- Fin de championnat d'Europe de football espoirs 1998
- Fin de Coupe d'Ukraine de football 1997-1998
- Fin de la série télévisée Sleepwalkers : Chasseurs de rêves
- Début du Synode diocésain de Nivaria
- Fin de The Larry Sanders Show
- WWF Over the Edge
- Sortie des jeux vidéo :
  - Actua Golf 2
  - CyberStorm 2: Corporate Wars
  - Major League Baseball Featuring Ken Griffey, Jr.
  - MechCommander
  - Redneck Rampage
  - Road Rash 3D
  - Team Apache
  - The X-Files Game
  - Vigilante 8
  - X-COM: Interceptor